# Stille Wasser, die sind tief
Stille Wasser, die sind tief ist ein Lied der Schweizer Schlagersängerin Paola aus dem Jahr 1969.

## Entstehung und Veröffentlichung
Geschrieben wurde das Lied gemeinsam von Werner Raschek und Günter Sonneborn.
Die Erstveröffentlichung von Stille Wasser, die sind tief erfolgte als Single im Juli 1969 bei Decca Records. Diese erschien als 7″-Single mit der B-Seite Revolution d’amour (Katalognummer: D 19 992). Im Folgejahr erschien das Lied zudem als Teil von Paolas Kompilation Die großen Erfolge (Katalognummer: ND 556).
Um das Lied zu bewerben, erfolgte unter anderem ein Liveauftritt in der ZDF-Hitparade am 12. Juli 1969.

## Inhalt
Der Liedtext nimmt Bezug auf das Sprichwort Stille Wasser sind tief.

## Chartplatzierungen
Stille Wasser, die sind tief platzierte sich zwei Halbmonatsausgabe in den deutschen Singlecharts und erreichte mit Rang 21 seine beste Platzierung. Es avancierte zu Paolas erstem Charthit in Deutschland.
| ChartsChartplatzierungen | Höchstplatzierung | Monate |
| ------------------------ | ----------------- | ------ |
| Deutschland (GfK)        | 21 (1 Mt.)        | 1      |